# Estació de Sabadell Sud
Sabadell Sud és una estació de ferrocarril propietat d'Adif i operada per Rodalies de Catalunya, situada al sud de la població de Sabadell, a la comarca del Vallès Occidental. L'estació es troba a la línia Barcelona-Manresa-Lleida, i hi tenen parada trens de la línia R4 de la xarxa de Rodalia de Barcelona de Rodalies de Catalunya, operat per Renfe Operadora.
L'antiga estació de la línia de Manresa va entrar en funcionament l'any 1855, quan va entrar en servei el tram construït per la Companyia del Ferrocarril de Saragossa a Barcelona entre Estaci ó de Montcada i Reixac - Manresa i Sabadell Nord.
L'actual estació data de 1973, quan va entrar en servei el soterrament de la línia a Sabadell, i se situa en superfície, just a la boca sud del túnel urbà de Sabadell d'Adif. Es va construir per substituir l'antiga terminal de mercaderies situada al centre de la ciutat, a prop d'on es troba l'actual estació de Sabadell Centre. Actualment, la funció d'estació de mercaderies s'ha perdut i, per això, s'han desmantellat algunes vies de les que disposava. La zona de viatgers disposa d'un edifici a nivell de carrer, tres vies i dues andanes. Des d'aquest edifici es pot accedir a l'andana de la via 1 (direcció Terrassa), i també en surt una passarel·la elevada sobre les vies, que dona accés a l'andana de les vies 2 (sentit Barcelona) i 4 (serveix per estacionar-hi trens). Les instal·lacions estan totalment adaptades a persones amb mobilitat reduïda, ja que es compta amb dos ascensors per connectar les diferents andanes amb l'edifici de viatgers.
L'any 2016 va registrar l'entrada de 719.000 passatgers.

## Serveis ferroviaris
| Procedència/Destinació                                          | <                  | Línia         | >               | Procedència/Destinació            |
| --------------------------------------------------------------- | ------------------ | ------------- | --------------- | --------------------------------- |
| Rodalia de Barcelona                                            |                    |               |                 |                                   |
| Martorell Central Vilafranca del Penedès Sant Vicenç de Calders | Barberà del Vallès |               | Sabadell Centre | Terrassa Estació del Nord Manresa |
| Projectat                                                       |                    |               |                 |                                   |
| Mataró                                                          | Can Llobet         | Línia Orbital | Sabadell Centre | Vilanova i la Geltrú              |

## Galeria d'imatges

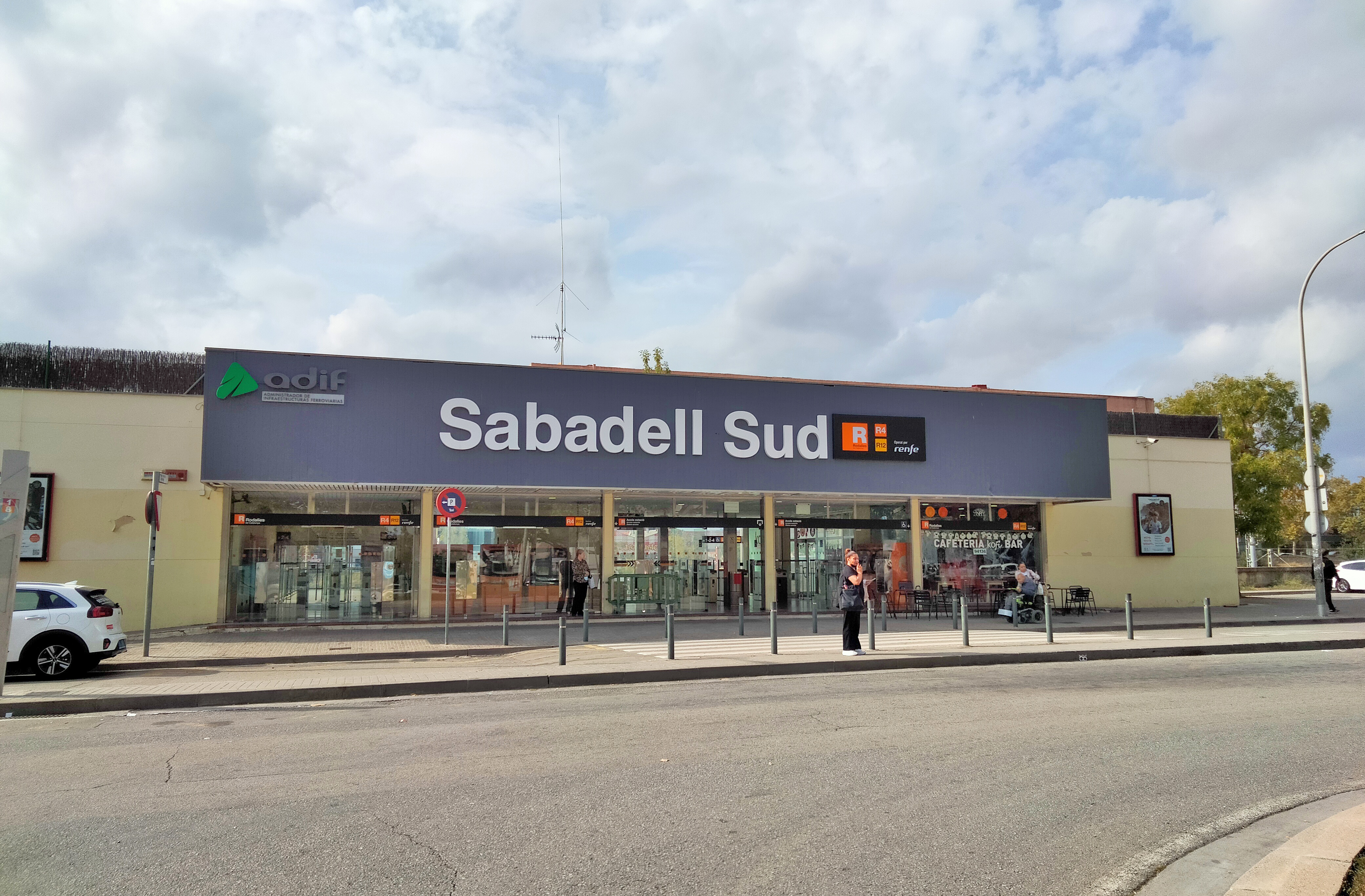
L'edifici i accés de l'estació a la Plaça Margarida Xirgu
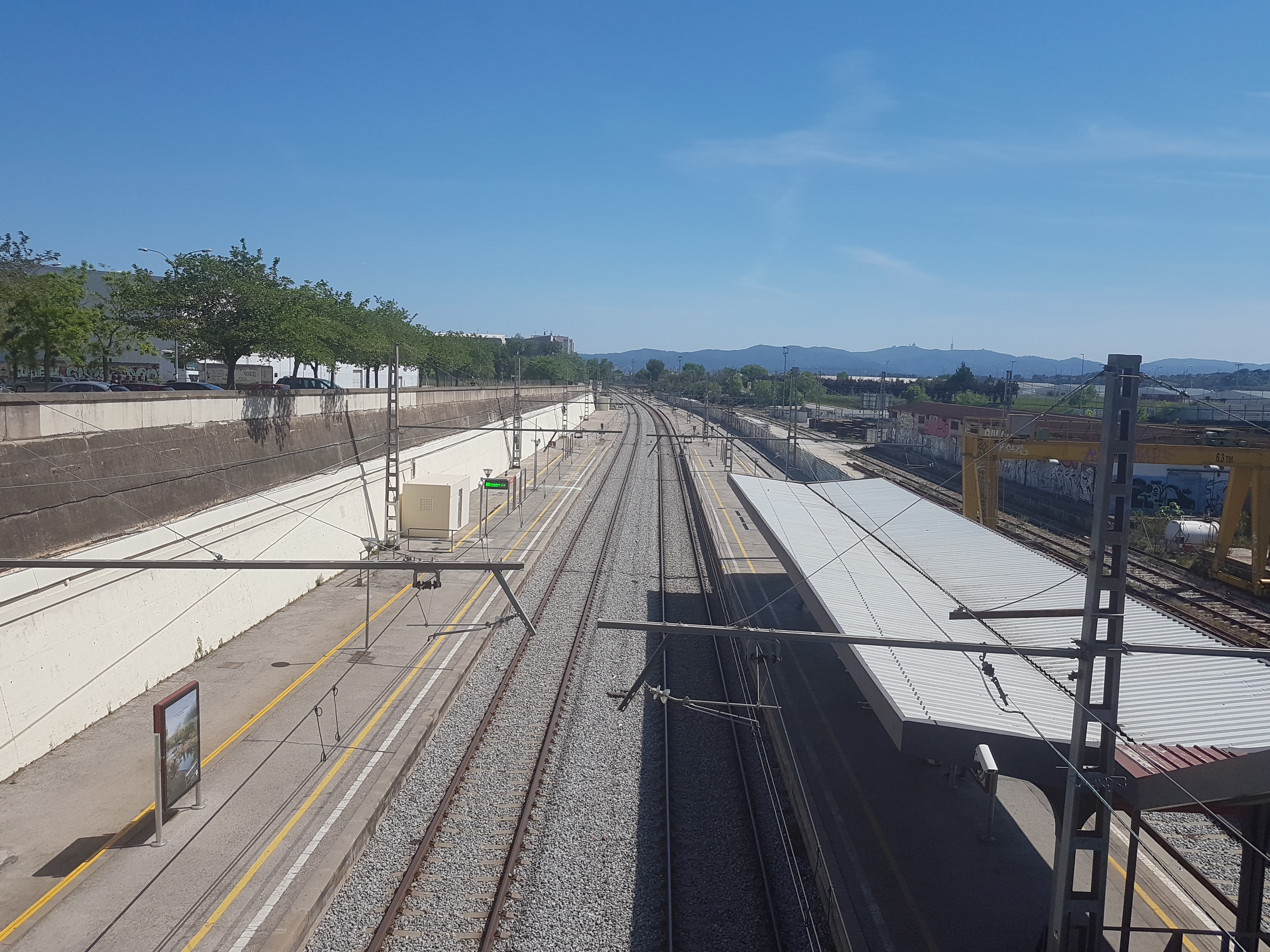
Imatge de l'estació direcció Barberà
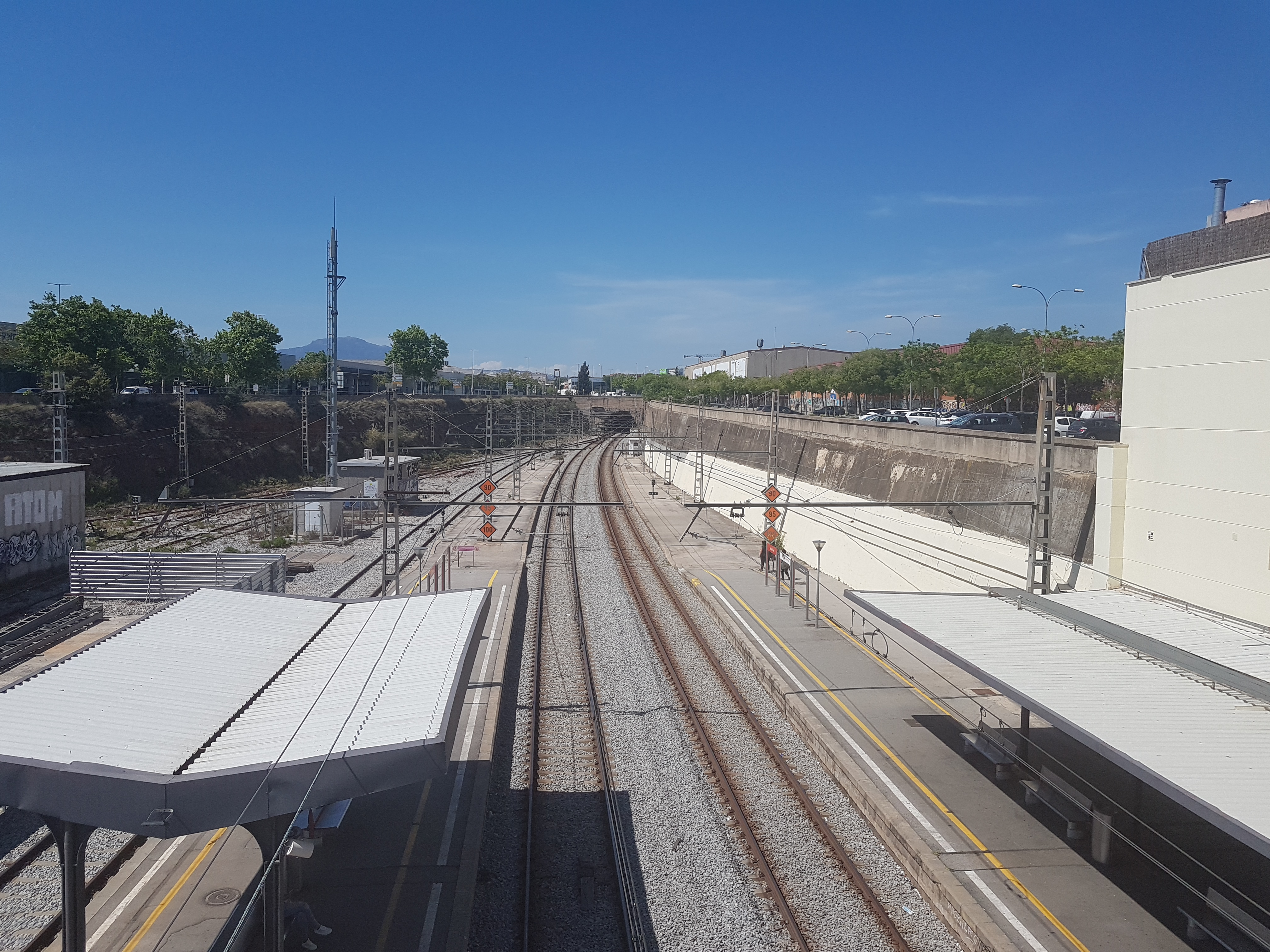
Imatge de l'estació direcció Sabadell Centre en el punt de sortida del túnel